# RNF146
La proteína 146 del dedo RING es una proteína que en humanos está codificada por el gen RNF146.